# Torneo de la División I de Baloncesto Masculino de la NCAA de 1945
El Torneo de la División I de Baloncesto Masculino de la NCAA de 1945 fue el sexto que se celebró para determinar el Campeón de la División I de la NCAA. Llegaron 8 equipos a la fase final, disputándose el partido por el campeonato en el Madison Square Garden en Nueva York.
Los ganadores fueron el equipo de la Universidad de Oklahoma A&M, que derrotaron en la final a la Universidad de Nueva York.

## Equipos
| Equipo       | Entrenador      | Conferencia     | Puesto final         | Último rival | Marcador |      |
| Este         | Este            | Este            | Este                 | Este         | Este     | Este |
| ------------ | --------------- | --------------- | -------------------- | ------------ | -------- | ---- |
| Kentucky     | Adolph Rupp     | SEC             | 3.er puesto Regional | Tufts        | G 66-56  |      |
| NYU          | Howard Cann     | Middle Atlantic | Finalista            | Oklahoma A&M | P 49-45  |      |
| Ohio State   | Harold Olsen    | Big Ten         | Semifinales Nacional | NYU          | P 70-65  |      |
| Tufts        | Richard Cochran | New England     | 4º puesto Regional   | Kentucky     | P 66-56  |      |
| Oeste        |                 |                 |                      |              |          |      |
| Arkansas     | Eugene Lambert  | Southwest       | Semifinales Nacional | Oklahoma A&M | P 68-41  |      |
| Oklahoma A&M | Henry Iba       | Missouri Valley | CAMPEÓN              | NYU          | G 49-45  |      |
| Oregon       | John Warren     | Pacific Coast   | 3.er puesto Regional | Utah         | G 69-66  |      |
| Utah         | Vadal Peterson  | Skyline         | 4º puesto Regional   | Oregon       | P 69-66  |      |

## Fase final
* – Denota partido con prórroga.
|  | Cuartos de final | Cuartos de final | Cuartos de final |              |          | Semifinales | Semifinales | Semifinales |    |  | Final | Final | Final |  |
|  |                  |                  |                  |              |          |             |             |             |    |  |       |       |       |  |
|  |                  |                  |                  |              |          |             |             |             |    |  |       |       |       |  |
|  |                  | NYU              | 59               |              |          |             |             |             |    |  |       |       |       |  |
|  |                  |                  |                  |              |          |             |             |             |    |  |       |       |       |  |
|  |                  | Tufts            | 44               |              |          |             |             |             |    |  |       |       |       |  |
|  |                  | Tufts            | 44               |              | NYU      | 70          |             |             |    |  |       |       |       |  |
|  |                  |                  |                  |              | NYU      | 70          |             |             |    |  |       |       |       |  |
|  |                  |                  |                  | Ohio State   | 65*      |             |             |             |    |  |       |       |       |  |
|  |                  | Ohio State       | 45               | Ohio State   | 65*      |             |             |             |    |  |       |       |       |  |
|  |                  |                  |                  |              |          |             |             |             |    |  |       |       |       |  |
|  |                  | Kentucky         | 37               |              |          |             |             |             |    |  |       |       |       |  |
|  |                  |                  |                  |              |          |             |             | NYU         | 45 |  |       |       |       |  |
|  |                  |                  |                  |              |          |             |             |             | 45 |  |       |       |       |  |
|  |                  |                  |                  | Oklahoma A&M | 49       |             |             |             |    |  |       |       |       |  |
|  |                  | Arkansas         | 79               | Oklahoma A&M | 49       |             |             |             |    |  |       |       |       |  |
|  |                  |                  |                  |              |          |             |             |             |    |  |       |       |       |  |
|  |                  | Oregon           | 76               |              |          |             |             |             |    |  |       |       |       |  |
|  |                  | Oregon           | 76               |              | Arkansas | 41          |             |             |    |  |       |       |       |  |
|  |                  |                  |                  |              | Arkansas | 41          |             |             |    |  |       |       |       |  |
|  |                  |                  |                  | Oklahoma A&M | 68       |             |             |             |    |  |       |       |       |  |
|  |                  | Oklahoma A&M     | 62               | Oklahoma A&M | 68       |             |             |             |    |  |       |       |       |  |
|  |                  |                  |                  |              |          |             |             |             |    |  |       |       |       |  |
|  |                  | Utah             | 37               |              |          |             |             |             |    |  |       |       |       |  |
|  |                  |                  |                  |              |          |             |             |             |    |  |       |       |       |  |
|  |                  |                  |                  |              |          |             |             |             |    |  |       |       |       |  |